# Soyuz MS-20
Soyuz MS-20 foi um voo da Soyuz para a Estação Espacial Internacional lançado no dia 8 de dezembro de 2021. Este foi o 149º voo da Soyuz e ao contrário de voos passados, não entregou nenhum membro de expedição e nem serviu como bote salva vidas para os tripulantes da estação, mas foi um voo de curta duração carregando dois turistas espaciais para a ISS por um número limitado de dias. A Soyuz foi comandada por um cosmonauta profissional e os dois turistas são da empresa Space Adventures, que já planejou e realizou sete missões de turismo espacial na ISS até 2021. O voo demorou 6 horas para alcançar a ISS.

## Tripulação
O cosmonauta Aleksandr Misurkin, veterano de duas missões de longa duração na ISS comanda a Soyuz, que foi modificada para que só um cosmonauta a pilote. Por um tempo, foi especulado que Johanna Maislinger, aviadora austríaca, fosse uma das turistas. Porém, no dia 13 de maio de 2021, a Space Adventures confirmou que Yusaku Maezawa comprou os dois assentos; um para si e outro para seu assistente, Yozo Hirano. Foi a primeira vez em que dois japoneses foram lançados juntos.
| Posição          | Tripulante         |
| ---------------- | ------------------ |
| Comandante       | Aleksandr Misurkin |
| Turista espacial | Yusaku Maezawa     |
| Turista espacial | Yozo Hirano        |

Suplentes
| Posição           | Tripulante           |
| ----------------- | -------------------- |
| Comandante        | Alexandr Skvortsov   |
| Engenheiro de voo | Andrei Fedyayev [ru] |
| Turista espacial  | Shun Ogiso           |

## Antecedentes
Em maio de 2021, a empresa Space Adventures anunciou o início da preparação para o voo de Yusaku Maezawa e seu assistente Yozo Hirano na Soyuz MS-20. O voo teve 12 dias de duração e o comandante foi o cosmonauta Alexander Misurkin. A tripulação iniciou seu treinamento pré-voo no Centro de Treinamento Yuri Gagarin em junho de 2021.
No dia 15 de junho de 2021 os participantes da vigésima missão visitante foram apresentados à gerência e equipe do Centro de Treinamento Yuri Gagarin. Junto de Yusaku e Yozo, Shun Ogiso, gerente de relações públicas na Start Tudei Corporation, também participa do treino.
No dia 2 de novembro de 2021 a Comissão Médica da Roscosmos determinou que tanto a tripulação principal quanto suplente estavam aptos para o voo espacial. No dia 17 de novembro de 2021 a Comissão Interdepartamental resumiu a preparação das equipes principais e reserva da EP-20 para voar. Foi recomendado que elas iniciassem preparação no Cosmódromo de Baikonur.

## Voo
No dia 8 de dezembro de 2021, as 07:38:15 UTC, um foguete Soyuz 2.1a com a nave Soyuz MS-20 foi lançado de forma bem sucedida a partir de Baikonur. A tripulação consistiu do cosmonauta da Roscosmos Alexander Misurkin (comandante), junto dos turistas Yusaku Maezawa e seu asistente Yozo Hirano. A manobragem com a ISS opera num plano de quatro órbitas. A Soyuz acoplou as 13:40 UTC.
A tripulação realizou o experimento LAZMA, que investiga a microcirculação sanguínea em microgravidade. Em 17 de novembro de 2021 a Roscosmos e a TASS assinaram um memorando de colaboração com o objetivo de criar um escritório da agência na ISS. Misurkin tornou-se seu primeiro correspondente com o objetivo de falar sobre a vida e o trabalho na estação.
No dia 19 de dezembro de 2021, a tripulação deixou a ISS, fechou a escotilha e desacoplou as 23:50 UTC. As 02:18 UTC, o sistema de propulsão orientou-se para frenagem. Depois disso, a Soyuz separou-se em três compartimentos e entrou na atmosfera. A cápsula pousou a 148 km ao suduoeste da cidade de Dzheskasgan.

## Insígnia
A insígnia da Soyuz MS-20 apresenta a nave Soyuz e uma imagem estilizada de uma água de asas abertas na frente da Terra. A imagem da águia lembra a cidade de Orel, onde o cosmonauta Alexander Misurkin cresceu. A insígnia também mostra a bandeira do Japão, simbolizando o país dos dois turistas, ao lado dos nomes dos tripulantes. O design foi projetado por Alexei Tarapata e a equipe do Yusaku.